# David Catlin
David William Catlin (Rochester, Pensilvânia, 12 de maio de 1952) é um matemático estadunidense, que trabalha com a teoria de funções de múltiplas variáveis complexas.
Catlin obteve um Ph.D. em 1978 na Universidade de Princeton, orientado por Joseph Kohn, com a tese Boundary Behavior of Holomorphic Functions on Weakly Pseudoconvex Domains. É professor da Universidade de Purdue.
Resolveu um problema de valores sobre o contorno de análise complexa com diversas variáveis, sobre o qual seu professor Joseph Kohn trabalhou em detalhes e que foi originalmente formulado por Donald Spencer, um caso particular do problema de Neumann para {\displaystyle {\overline {\partial }}}, um problema não-elíptico de valores sobre o contorno.
Caitlin foi palestrante convidado do Congresso Internacional de Matemáticos em Berkeley (1986: Regularity of solutions of the {\displaystyle {\overline {\partial }}}-Neumann problem). Em 1989 recebeu o primeiro Prêmio Stefan Bergman.
Seu irmão Paul Allen Catlin (1948–1995) também foi um conhecido matemático, pesquisador sobre teoria dos grafos.

## Publicações selecionadas
- Necessary conditions for subellipticity of the {\displaystyle {\overline {\partial }}}-Neumann problem, Annals of Mathematics, 117, 1983, 147–171 doi:10.2307/2006974
- Boundary invariants of pseudoconvex domains, Annals of Mathematics 120, 1984, 529–586 doi:10.2307/1971087
- Subelliptic estimates for the {\displaystyle {\overline {\partial }}}-Neumann problem on pseudoconvex domains, Annals of Mathematics, 126, 1987,  131–191 doi:10.2307/1971347
- Estimates of invariant metrics on pseudoconvex domains of dimension two, Mathematische Zeitschrift 200, 1989, 429–466 doi:10.1007/BF01215657
- Editor com Thomas Bloom, John P. D'Angelo, Yum-Tong Siu: Modern methods in complex analysis, Annals of Mathematics Studies 137, Princeton University Press 1995 (dedicated to Robert Gunning and Joseph Kohn)
- com J. P. D'Angelo: A stabilization theorem for Hermitian forms and applications to holomorphic mappings, arXiv preprint math/9511201, 1995
- Global regularity of the {\displaystyle {\overline {\partial }}}-Neumann problem, in: Complex analysis of several variables, Proc. Symp. Pure Math. Vol. 41, AMS, 1984, 39–49
- Necessary conditions for subellipticity and hypoellipticity for the {\displaystyle {\overline {\partial }}}-Neumann problem on pseudoconvex domains, in: Recent Developments in Several Complex Variables (John E. Fornæss, ed.), Annals of Mathematics Studies Vol. 100, 2016, 93–100.